# 8128
8128（八千百二十八、はっせんひゃくにじゅうはち）は、自然数また整数において、8127の次で8129の前の数である。

## 性質
- 8128は合成数であり、約数は 1, 2, 4, 8, 16, 32, 64, 127, 254, 508, 1016, 2032, 4064, 8128 である。 
  - 約数の和は16256。
    - 16256 = 8128×2 より完全数である。

  - σ(n) − n が完全数になる6番目の数である。1つ前は652、次は10682。(ただしσは約数関数、オンライン整数列大辞典の数列 A237286)
  - n2 ÷ σ(n) が整数になる16番目の数である。1つ前は7440、次は8736。(ただしσは約数関数)(オンライン整数列大辞典の数列 A090777)
例．81282 ÷ 16256 = 4064
  - 約数を昇順に並べて和を求めていくと自身になる7番目の数である。1つ前は2016、次は8190。(オンライン整数列大辞典の数列 A064510)
- 8128 = 26 × (27 − 1)
  - 4番目の完全数である。1つ前は496(= 24×(25−1))、次は33550336(= 212×(213−1)) 。
  - 7番目の倍積完全数である。1つ前は672、次は30240。
  - n = 7 のときの 2n−1(2n − 1) の値とみたとき1つ前は2016、次は32640。(オンライン整数列大辞典の数列 A006516) この形の数では6番目の倍積完全数である。1つ前は496、次は523776。
  - 素数 p = 7 のときの 2p−1(2p − 1) の値とみたとき1つ前は496、次は2096128。(オンライン整数列大辞典の数列 A060286)
  - n = 3 のときの 22n(22n+1 − 1) の値とみたとき1つ前は496、次は130816。(オンライン整数列大辞典の数列 A079598)
- 11番目の調和数である。1つ前は6200、次は8190。
  - 8128の調和平均は7，調和平均が素数になる6番目の数である。1つ前は2970、次は27846。(オンライン整数列大辞典の数列 A074247)
  - 偶数の完全数は全て調和数でもある。
- 8128 = 1 + 2 + 3 + 4 + 5 + 6 + … + 126 + 127
  - 127番目の三角数である。1つ前は8001、次は8256。
    - 31番目の素数番目の三角数である。1つ前は6441、次は8646。(オンライン整数列大辞典の数列 A034953)
- 64番目の六角数である。1つ前は7875、次は8385。
- 8128 = 13 + 33 + 53 + 73 + 93 + 113 + 133 + 153
  - 8連続奇数の立方和で表せる数である。1つ前は4752、ただし自然数の範囲では最小、次は13040。
  - 自然数の奇数の立方和とみたとき1つ前は4753、次は13041。
- 4番目の完全数8128番目の素数は83243である。1つ前は3541、次は645072299。(オンライン整数列大辞典の数列 A168117)
- 各位の和が19になる538番目の数である。1つ前は8119、次は8137。
  - 1つ前の完全数496も各位の和が19である。